# Miasto metropolitalne Bolonia
Miasto metropolitalne Bolonia (wł. Città metropolitana di Bologna) – miasto metropolitalne we Włoszech, z siedzibą zlokalizowaną w Bolonii.
Weszło w życie 8 kwietnia 2014 i zastąpiło prowincję Bolonia.
Liczba gmin: 55.